# Mas de Cocurrell
El Mas de Cocurrell és una masia del poble d'Escarlà, de l'antic terme ribagorçà de Sapeira, pertanyent actualment al municipi de Tremp. Està situada al nord-est d'Escarlà, en el centre i a ponent de la vall del barranc de Tamassi, a l'esquerra d'aquest barranc i al vessant occidental de la muntanya de Sant Cosme. És la masia més allunyada del poble al qual pertany.
Es tracta d'una masia que inclou l'habitatge i un seguit d'edificacions que l'envolten (pallers i corrals, un magatzem, la capella amb cementiri i un colomar). El conjunt ha estat reformat i eixamplat amb el pas dels anys. L'habitatge consta d'una edificació principal a la que s'annexa una nau al seu lateral oest. Ambdues edificacions s'aixequen sobre dues plantes i una sotateulada. Estan construïdes amb pedra del país, a base de pedra rejuntada amb fang. Les parets de l'edifici principal mostra el parament sense arrebossar, mentre que les de l'annex lateral es troben arrebossades amb ciment. Les obertures es reparteixen al voltant del conjunt.
L'antiga capella ha sofert grans modificacions, ja que la seva cobert ha estat substituïda per un colomar fet amb totxana. El cos inferior està construït amb pedra del país, a base de carreus irregulars rejuntats amb fang. La porta d'accés, acabada amb arc adovellat, està precedida d'unes escales semicirculars, fetes amb totxana. Vers el sud es troba el recinte destinat al cementiri.